# Хум Варош
Хум Варош је насељено мјесто у општини Воћин, у сјеверној Славонији, у Вировитичко-подравској жупанији, Република Хрватска.

## Географија
Хум Варош се налази око 13 км сјеверно од Воћина.

## Историја
До територијалне реорганизације у Хрватској насеље се налазило у саставу бивше општине Подравска Слатина.

## Становништво
Хум Варош је према попису из 2011. године имао 47 становника.
| Националност       | 1991. | 1981. | 1971. | 1961. |
| Срби               | 41    | 57    | 105   | 156   |
| Хрвати             | 17    | 18    | 30    | 53    |
| Југословени        | 2     | 2     | 2     |       |
| остали и непознато | 1     |       |       |       |
| Укупно             | 61    | 77    | 137   | 209   |

| Демографија | Демографија | Демографија |
| Година      | Становника  | Становника  |
| ----------- | ----------- | ----------- |
| 1961.       | 209         |             |
| 1971.       | 137         |             |
| 1981.       | 77          |             |
| 1991.       | 61          |             |
| 2001.       | 40          |             |
| 2011.       |             | 47          |